# Osees
Osees es una banda de rock estadounidense formada en San Francisco, California en 1997, actualmente asentada en Los Ángeles, California. La banda actualmente está formada por el compositor y miembro principal John Dwyer (voz, guitarra), Tim Hellman (bajo), Dan Rincon (batería), Paul Quattrone (batería) y Tomas Dolas (teclados). El sonido Osees incorpora una amplia gama de géneros de rock, incluyendo garage rock y rock psicodélico de la década de 1960, punk rock, noise rock, art punk y post-punk de la década de 1980.
Concebida inicialmente por Dwyer (Coachwhips, Pink and Brown y The Hospitals) como una plataforma para dar salida a sus grabaciones caseras experimentales, Osees terminó por convertirse en una banda con entidad propia, con Brigid Dawson (voz, teclado), Petey Dammit (bajo, guitarra), Mike Shoun (batería) y Lars Finberg (batería, guitarra). En el transcurso de varios lanzamientos y transiciones de género, la banda ha ido haciéndose conocida por su prolífica discografía, sus enérgicos directos y su caprichosa estética visual. También ha ido cambiado de formación y nombre de forma continua, habiendo sido previamente conocida como Orinoka Crash Suite, OCS, Orange County Sound, The Ohsees, The Oh Sees, Thee Oh Sees y Oh Sees.
A finales de 2013 se anunció que la banda entraría en una pausa. Sin embargo, en 2014 lanzaron un nuevo álbum de estudio, Drop, al cual siguió una gira para la cual incorporaron al bajista de Sic Alps Tim Hellman y al baterista de White Fence Nick Murray, reemplazando a Dawson, Dammit! y Shoun. En 2015 Dawson volvió a la banda, para participar en su siguiente álbum de estudio, Mutilator Defeated At Last. Después de su lanzamiento, Dwyer y Hellman comenzaron a girar con dos bateristas, Ryan Moutinho y Dan Rincon, reemplazando a Murray. Tras una gira prolongada, esta formación grabó los álbumes de estudio decimoséptimo y decimoctavo de la banda, A Weird Exits y An Odd Entrances, con Moutinho saliendo a fines de 2016 para centrarse en sus propios proyectos.
Con la llegada del nuevo baterista, Paul Quattrone, y una presencia pública cada vez mayor, la banda grabó su decimonoveno álbum, Orc, con los coproductores Ty Segall, Eric Bauer y Enrique Tena. A finales de 2017, Dwyer se reunió con Dawson para grabar un álbum fundamentalmente acústico, Memory of a Cut Off Head, un retorno a las raíces lo-fi de la banda, contando para ello con varios miembros anteriores y actuales de Oh Sees.
Después de dos álbumes de estudio entre el rock progresivo y el heavy -Smote Reverser (2018) y Face Stabber (2019)- la banda cambió su nombre a Osees en julio de 2020, con el anuncio de su vigésimo tercer álbum, Protean Threat. El grupo continuó grabando prolíficamente bajo el nuevo nombre, añadiendo dos LPs adicionales y un EP antes de finales de 2020.

## Historia

### Primeros años y grabaciones en solitario (1997-2004)
John Dwyer comenzó grabando canciones en álbumes recopilatorios bajo el nombre de Orinoka Crash Suite ya en 1997. OCS fue, inicialmente, el proyecto en solitario de Dwyer durante su etapa en la cual estaba más centrado en su participación en otros grupos, incluyendo Pink and Brown, Zeigenbock Kopf y Coachwhips.
El primer álbum, titulado simplemente 1, fue lanzado en 2003 como el primer álbum completo bajo el nombre de OCS. El primer disco, denominado 34 Reasons Why Life Goes On Without You,  estaba basado en canciones acústicas. El segundo disco recogía una serie de pistas de "ruido" llamadas 18 Reasons To Love Your Hater To Death. Ninguna de las canciones de los dos discos tiene título. Los créditos de estas se atribuyen principalmente a John Dwyer, aunque tres se acreditan a Jeff Rosenberg, baterista bajo el seudónimo de "Brown" en Pink and Brown. El álbum cuenta con varios músicos invitados, pero ninguno de ellos aparecería en el siguiente álbum, titulado 2.
2 fue lanzado en 2004, y fue grabado de manera similar a 1, estando enfocado especialmente en la faceta de Dwyer como solista.

### Primer período de transición y cambios en la alineación (2005-2007)
La banda pasó lentamente de ser el proyecto paralelo de Dwyer a su grupo principal, ya que sus otras bandas Coachwhips y Zeigenbock Kopf se disolvieron durante este período (2005 y 2006, respectivamente).
OCS se convirtió en un dúo al incorporar a Patrick Mullins (percusión y sierra). Los arreglos continuaron siendo simples, aunque reforzados gracias a la presencia de Mullins. El tercer y cuarto álbum de estudio del proyecto, Songs About Death & Dying Vol. 3 y OCS 4: Get Stoved fueron lanzados como un conjunto de dos CD en 2005. 3 estaba disponible como parte de este set, y como un lanzamiento de vinilo individual. 4 no vio una edición de vinilo hasta 2008.
Brigid Dawson era una de las componentes del dúo Mix Tape junto a Meric Long de The Dodos. Ella había estado trabajando en una cafetería en San Francisco y con frecuencia veía a Dwyer visitar la tienda y dejar flyers para sus conciertos. Los dos se hicieron amigos rápidamente y Dwyer finalmente le pidió a Dawson que se uniera a la banda después de ver uno de sus conciertos. Su papel incluye duetos/coros, teclados y pandereta. En ocasiones Dawson actuará como cantante principal (en los casos de "Invitation" en Sucks Blood y "What Are We Craving?" en Castlemania).
Como trío, la banda lanzó The Cool Death of Island Raiders en 2006, su primer lanzamiento bajo el nombre de The OhSees. El álbum fue coproducido por los miembros de TV on the Radio Dave Sitek y Kyp Malone.
Petey Dammit! se unió al grupo en 2007 como bajista y segundo guitarrista ocasional. Dammit era miembro del dúo Tres Ferocious. John Dwyer estaba familiarizado con el trabajo de la banda y le pidió que se uniera cuando estaba buscando expandir la alineación de The Ohsees. El bajo de Dammit implica el uso de una guitarra eléctrica ordinaria que se alimenta a través de un dispositivo electrónico que la hace sonar como un bajo. Su método para hacer esto se mantiene intencionadamente en secreto. Dammit suele preferir las guitarras Fender Jazzmaster para esta tarea, pero en Thee Hounds of Foggy Notion, también se le puede ver usando un Italia Mondial azul sin esta manipulación en aquellas canciones que fueron grabadas sin bajo.
El álbum Sucks Blood siguió en 2007. Sería el último de estudio con Patrick Mullins, pero aparecería más tarde en el DVD/álbum en directo Thee Hounds Of Foggy Notion que fue lanzado en 2008. Mullins se mudó a Louisville, Kentucky y en 2010 lanzó un álbum en solitario llamado Don't Go To Sleep.
Jigmae Baer tocó durante un año como baterista del grupo después de que Mullins dejara la banda. Participó en las grabaciones Tascam 388, así como en las sesiones con Dave Sitek. Su trabajo aparece en Sucks Blood, The Master's Bedroom is Worth Spending a Night In y en varios lanzamientos de 7" y 10" pertenecientes a este período. Posteriormente Baer pasaría a tocar con Ty Segall tanto en su actuación en solitario como con The Perverts. Baer luego fundó los Royal Baths y actualmente es miembro fundador de LODRO.
Tras la marcha de Baer Mike Shoun se unió a la banda como el nuevo baterista. Su llegada coincidió con el cambio de la banda a un sonido más fuerte basado en el garage punk.

### Garaje, psicodelia y punk (2008-2013)
Tras establecerse la nueva formación de cuatro componentes tanto el alcance como el éxito de la banda comenzaron a crecer. The Master's Bedroom is Worth Spending a Night In fue lanzado en 2008, bajo el nombre de Thee Oh Sees. Este álbum también es destacable por ser la primera colaboración con Chris Woodhouse, un ingeniero de mezclas y músico invitado que continuaría apareciendo en los álbumes posteriores. La banda lanzó Help en 2009. Este fue su primer álbum con In the Red Records, el sello de la mayoría de sus producciones más importantes hasta 2013. El álbum Dog Poison también fue lanzado ese año, una versión acústica del nuevo sonido, más optimista, de la banda.
Warm Slime llegó en 2010, siguiendo muy de cerca los pasos de Help. La cara A del álbum está dominado por la canción principal, con un tiempo de ejecución de 13:30. La larga duración de la canción y su estructura repetitiva presagiaron la influencia del krautrock que se convertiría en parte fundamental de su sonido durate la nueva década.
El 28 de abril de 2011 Patrick Mullins se reincorporó a la banda para una única actuación en el Cafe Du Nord en su ciudad natal de San Francisco. La banda tocó canciones desde el álbum 4 hasta The Master's Bedroom is Worth Spending a Night In. La gran mayoría de ellas no habían sido incluidas en los setlists durante algún tiempo.
La grabación de Castlemania de 2011 fue llevada a cabo por John Dwyer, Brigid Dawson y varios músicos notables. Petey Dammit y Mike Shoun participarían en la grabación del último álbum del año Carrion Crawler/The Dream junto con el nuevo miembro Lars Finberg (de The Intelligence). Finberg se unió como segundo baterista a tiempo completo y segundo guitarrista, pero continúa liderando y haciendo giras con The Intelligence. Dawson y Dwyer grabarían posteriormente Putrifiers II en 2012 de forma similar a Castlemania.
En 2011 la canción "Tidal Wave" apareció en el episodio de Breaking Bad "Salud", donde suena durante la escena en la que Gus Fring envenena a Don Eladio y sus capos.
En 2013, "The Dream", de Carrion Crawler/The Dream fue incluida en la banda sonora del videojuego Grand Theft Auto V.
El 16 de abril de 2013 la banda lanzó Floating Coffin en el sello Castle Face Records, propiedad de John Dwyer, Brian Lee Hughes y Matt Jones. Ese mismo año lanzaron el EP Moon Sick, una colección de cuatro canciones procedentes de las sesiones de Floating Coffin que habían sido excluidas del álbum. El EP fue lanzado para apoyar económicamente a Healthy San Francisco, una organización de atención médica que venía ayudando a Dwyer y sus amigos a lo largo de los últimos años.

### Segundo período transitorio (2013-2015)
El 18 de diciembre de 2013, durante un espectáculo en el Great American Music Hall de San Francisco, Dwyer anunció a la multitud: "Este será el último espectáculo de Oh Sees por mucho tiempo. Así que aprovechadlo".
En una entrevista con SF Weekly la responsable de la gira de la banda, Annie Southworth, confirmó la noticia, indicando que Dwyer estaba deseando tomarse un tiempo libre mientras se mudaba de San Francisco a Los Ángeles. En sus propias palabras: "Necesitan un descanso después de 5 años seguidos, así que sí... tiempo de pausa. Será un poco difícil cumplir con todos los eventos contratados, así que quién sabe lo que va a pasar ... Cruzamos los dedos, todos nos decimos que esto no está completamente terminado".
Estas declaraciones dispararon los rumores acerca de una pausa indefinida o, incluso, de una posible ruptura de la banda. Sin embargo, la publicación el 20 de diciembre de 2013 en su sitio web oficial del lanzamiento de su próximo LP a principios de 2014 despejó cualquier duda sobre la continuidad del grupo, añadiendo que "veremos qué sucede con las actuaciones en directo a partir de ahí". El 12 de febrero se anunció que el álbum, titulado Drop, sería lanzado el 19 de abril a través de Castle Face Records. Su proceso de creación, liderado por John Dwyer y Chris Woodhouse, sería muy semejante al de álbumes anteriores de Thee Oh Sees como Putrifiers II, Dog Poison y Castlemania.
Brigid Dawson se mudó a San Marin, California, donde continúa pintando y exhibiendo obras de arte. Mike Shoun y Petey Dammit han permanecido en el Área de la Bahía. Dammit apareció como bajista en el lanzamiento garagearray de Dylan Shearer's Empty Cellar Records/Castle Face, lanzado el 15 de abril de 2014. En 2014, Dammit se unió a la banda del exmiembro Lars Finberg, The Intelligence.
Desde la dispersión de los miembros de la banda las actuaciones en directo de la banda han sido como un trío, con el baterista Nick Murray y el bajista Timothy Hellman. El papel de Brigid Dawson como vocalista y tecladista no ha sido cubierto. John Dwyer explicó la razón de esto en una entrevista con la revista Uncut: "El futuro de la banda no tiene mucho teclado, quiero ir más a la guitarra. Todavía grabaré con un teclado, pero estoy cansado de él en directo. Me he estado quedando atrapado en la tierra de los sintetizadores, solo estoy rodeado de cajas de ritmos y teclados mientras todas mis cosas de rock and roll están en otro estudio". Brooklyn Vegan señaló que si bien la banda está actualmente de gira como trío, esto no debe considerarse un cambio de alineación permanente y "oficial".
En 2015, sin embargo, la nueva formación de la banda entró en el estudio para grabar su decimocuarto álbum de estudio, Mutilator Defeated At Last, con Brigid Dawson regresando a la banda como vocalista de apoyo. Tras el lanzamiento del álbum, los bateristas Ryan Moutinho y Dark Chocolate Dan se unieron a Dwyer y Hellman en la alineación en directo de la banda. En 2019 el álbum llegó al número 23 en los "25 mejores álbumes de rock psicodélico de la década de 2010" de la revista Happy Mag. En febrero de 2016, la banda lanzó un sencillo independiente de las sesiones del álbum, titulado "Fortress", y anunció un álbum en directo, Live in San Francisco, junto con su gira de presentación, el cual fue lanzado el 1 de julio de 2016.

### Nombre cambiado a Oh Sees y producción prolífica (2016–2019)
Con la alineación central solidificándose en el cuarteto formado por Dwyer, Hellman, Moutinho y Rincón, la banda realizó una larga gira, lanzando un nuevo sencillo, "Plastic Plant", junto con el anuncio de nuevo álbum titulado A Weird Exits el 12 de agosto de ese año. Un segundo álbum grabado durante las mismas sesiones, An Odd Entrances, fue lanzado el 18 de noviembre de 2016. Dos días antes de su lanzamiento, Ryan Moutinho se fue de la banda, declarando: "No estoy aquí para enumerar las razones, ya que son personales y la lista sería demasiado larga. ... Gracias por venir a los espectáculos y darnos cada onza de energía. Prometo que hice todo lo posible para devolverlo a cambio. No veo esto como cerrar puertas viejas, sino abrir otras nuevas". En enero de 2017, el baterista Paul Quattrone (!!!, Modey Lemon) se unió a la banda para dos conciertos benéficos en el Teragram Ballroom, Los Ángeles.
El 7 de junio de 2017 Dwyer anunció que el nombre de la banda había cambiado a Oh Sees y lanzó una canción titulada "The Static God" perteneciente a su próximo disco, Orc, el cual vería la luz el 25 de agosto de 2017.
Tres días después del lanzamiento de Orc, Dwyer anunció que el nombre de la banda había cambiado una vez más al original de OCS, y lanzó la canción "Memory of a Cut Off Head" del álbum del mismo nombre, que saldría el 17 de noviembre, como el disco número 100 en Castle Face. La banda dejó claro que emplearían tal nombre solamente para ese álbum, volviendo con él a la alineación de Dwyer y Dawson, así como a su sonido original silencioso. El 28 de diciembre de 2017 la banda anunció el regreso al nombre Oh Sees junto con un nuevo EP, Dead Medic, compuesto por dos pistas largas procedentes de las sesiones de Orc, una de ellas una versión de "A Few Days of Reflection" de la banda sueca Träd, Gräs, och Stenar.

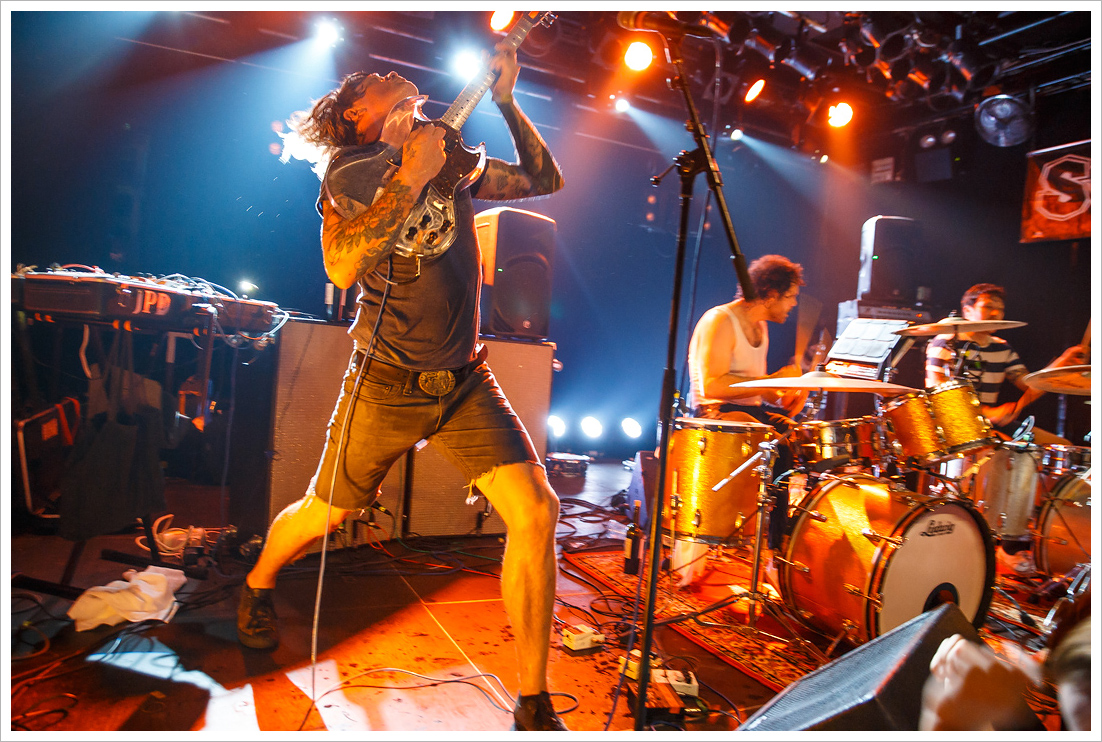
Thee Oh Sees tocando en SO36, Berlin (2018)

La banda lanzó una canción titulada "Overthrown" el 21 de mayo de 2018 correspondiente a su disco Smote Reverser, el cual fue lanzado el 17 de agosto de 2018. Además, la banda anunció una ampliación de su gira en curso.
La banda lanzó una canción de 21 minutos titulada "Henchlock" el 25 de junio de 2019 correspondiente a su disco Face Stabber, el cual fue lanzado el 16 de agosto de 2019.

### Osees (2019–presente)
El 23 de noviembre de 2019, la banda lanzó The 12" Synth, incluyendo dos pistas de 20 minutos, en el canal de YouTube de Castleface Records, bajo el nombre de "Osees". El álbum estuvo disponible en Spotify después de varias semanas a partir del 10 de diciembre de 2019.
La banda lanzó su primer álbum de estudio de larga duración bajo el nombre de Osees, Protean Threat, el 18 de septiembre de 2020. Una semana más tarde, el 26 de septiembre, la banda lanzó una actuación en directo con Levitation. La actuación completa fue subida posteriormente al canal de YouTube de Levitation en 2021. Un mes más tarde, el 16 de octubre, aparecería el álbum Metamorphosed el cual incluía algunas canciones sobrantes de la producción de Face Stabber, así como dos pistas más largas. La banda cerró el año lanzando Panther Rotate, un "LP complementario [a Protean Threat] de remixes, grabaciones de campo y experimentos sónicos", así como Weirdo Hairdo, un EP con una versión de "Don't Blow Your Mind" de The Spiders. El 19 de diciembre hicieron una actuación en directo via streaming en la que interpretaron versiones de canciones de Black Flag, Liket Lever y Faust, así como un buen montón de canciones propias.

## Filosofía
En una entrevista de septiembre de 2012 con New York Music News, Petey Dammit explicó la filosofía de la banda cuando se enfrenta a una grabación:

Trabajamos duro. Creo que nos parece extraño lanzar tantos discos debido a la tradición en la industria discográfica de hacer las cosas de cierta manera. Durante décadas ha consistido en estar meses y meses en el estudio, un lanzamiento al año, gira esto, gira aquello, haz esto, haz aquello... Simplemente hacemos lo que queremos hacer. La mayoría de las canciones han sido elaboradas cuando llegamos al estudio para que podamos grabarlas todas en directo en dos días. Los otros dos días en el estudio consisten en divertirse escribiendo en el acto y divirtiéndose.

## Miembros
Actuales
- John Dwyer – voz, guitarra, teclados, flauta (1997–presente)
- Tim Hellman – bajo (2014–presente)
- Dan Rincon – batería (2015–presente)
- Paul Quattrone – batería (2017–presente)
- Tomas Dolas - teclados (2018–presente)

Músicos de estudio actuales
- Brigid Dawson – coros (2015-presente; miembro principal 2005-2013, 2015, 2017)

Anteriores
- Brigid Dawson – coros, teclados (2005–2013, 2015, 2017)
- Petey Dammit – bajo, (2006–2013)
- Patrick Mullins – batería, electrónica, sierra musical (2004–2006)
- Jigmae Baer – batería (2006–2007)
- Mike Shoun – batería (2007-2013)
- Chris Owens - pandereta, coros (2008, solo actuaciones en directo)
- Lars Finberg – batería, guitarra, coros (2011–2012)
- Nick Murray – batería (2014–2015)
- Ryan Moutinho – batería (2015–2016)

Músicos de estudio anteriores
- Chris Woodhouse – varios instrumentos, ingeniero de sonido (2008–2016)

## Discografía
Como OCS
- 1 (2003)
- 2 (2004)
- Songs About Death & Dying Vol. 3 (2005)
- OCS 4: Get Stoved (2005)
- Memory of a Cut Off Head (2017)

Como The Ohsees
- The Cool Death of Island Raiders (2006)

Como The Oh Sees
- Sucks Blood (2007)

Como Thee Oh Sees
- The Master's Bedroom Is Worth Spending a Night In (2008)
- Help (2009)
- Dog Poison (2009)
- Warm Slime (2010)
- Castlemania (2011)
- Carrion Crawler/The Dream (2011)
- Putrifiers II (2012)
- Floating Coffin (2013)
- Drop (2014)
- Mutilator Defeated at Last (2015)
- A Weird Exits (2016)
- An Odd Entrances (2016)

Como Oh Sees
- Orc (2017)
- Smote Reverser (2018)
- Face Stabber (2019)

Como Osees
- Protean Threat (2020)
- Metamorphosed (2020)
- Panther Rotate (2020)
- Weirdo Hairdo (2021)
- A Foul Form (2022)
- Intercepted Message (2023)
- SORCS 80 (2024)